# Messina
Messina este al treilea oraș ca mărime din Sicilia, Italia, și capitala provinciei cu același nume. În acest oraș locuiesc 241.882 de oameni.

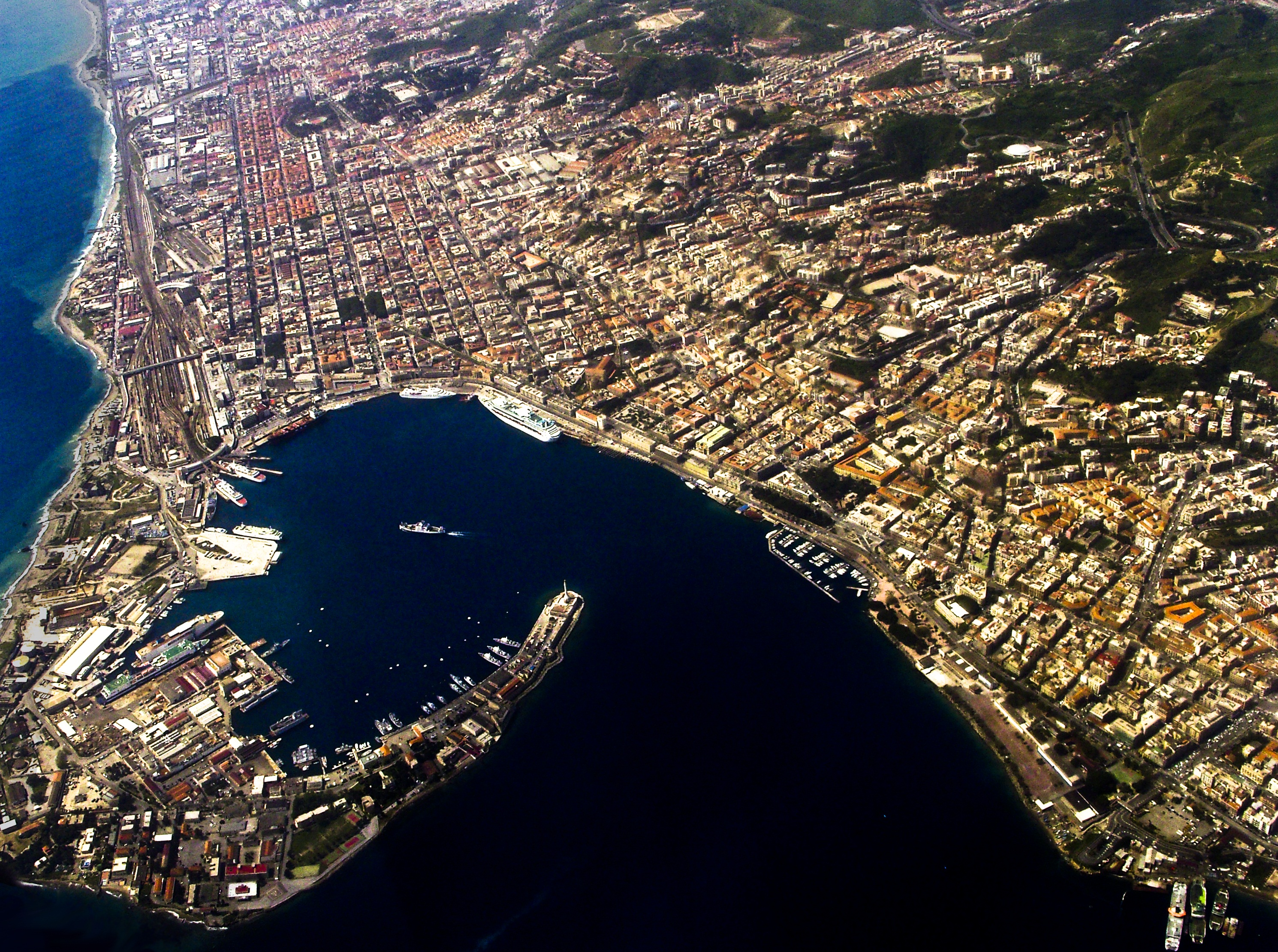
Messina, cu celebrul său port

## Istorie
Avantajele portului natural din Messina și așezarea strategică a orașului au fost apreciate încă din antichitate. Așezarea a fost cucerită, condusă și distrusă pe rând de greci, de cartaginezi, de mamertini, de romani, de bizantini, de arabi, de normanzi, de francezi, de spanioli și de italieni. Mai devastatoare decât distrugerile provocate de războaie au fost cutremurele de pământ: nici un alt oraș italian nu a avut atât de mult de suferit de pe urma lor.
Fondat de coloniștii greci în secolul VIII î.Hr., a fost denumit inițial Zancle (coasă) datorită formei portului său natural. De acest nume amintesc scările 'Scalinata Zanclea'. Messina a fost jefuit în 396 î.Hr. de către cartaginezi.
Orașul a fost distrus aproape în totalitate de un cutremur asociat cu tsunami în dimineața zilei de 28 decembrie 1908, omorând peste 75.000 de oameni. După acest seism, autoritățile locale au decis să reconstruiască orașul după planul unei table de șah, stabilind prin reguli stricte lățimea regulamentară a străzilor și înălțimea clădirilor. Totodată, ei au renunțat la restaurarea monumentelor antice și medievale, cu câteva mici excepții.
În iunie 1955, Messina a fost locul de desfășurare al unei conferințe a miniștrilor de externe din Europa de vest care a dus la crearea Comunității Economice Europene.

## Geografie

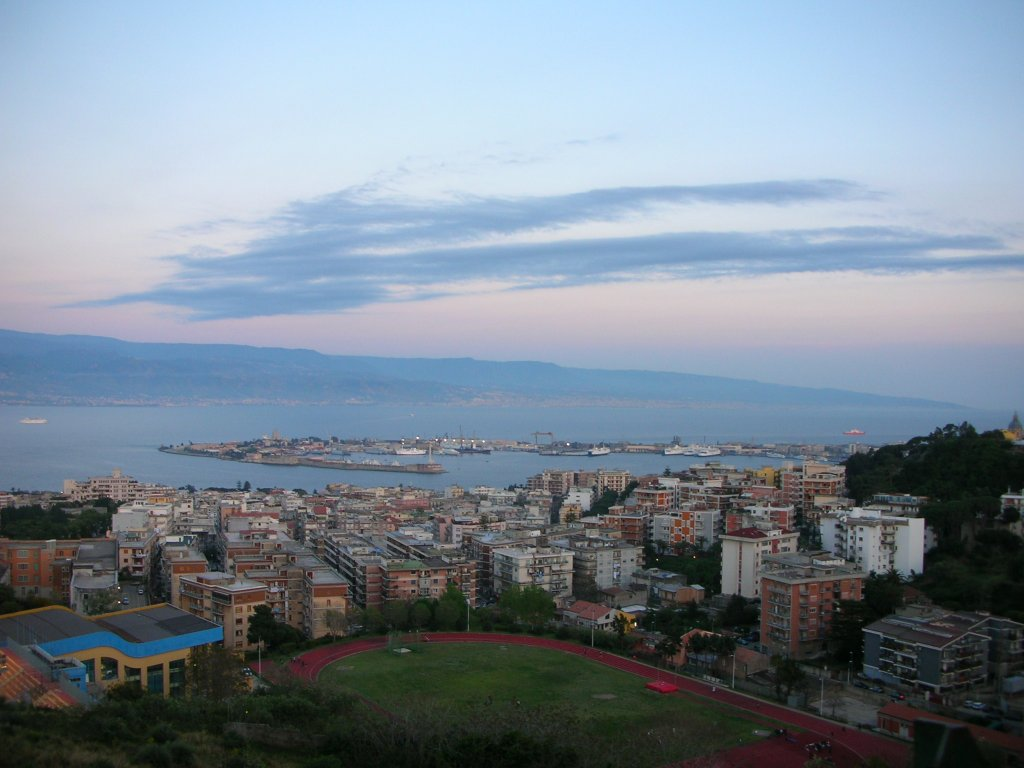
Messina

În Strâmtoarea Messina, între vârful "cizmei" (Peninsula Italică) și Sicilia, cea mai mare insulă din Marea Mediterană, se întâlnesc apele Mării Ionice și ale Mării Tireniene. Deoarece există o diferență de un metru între nivelurile celor două bazine, în strâmtoare se formează puternici curenți marini.
Alte orașe și locuri de interes din provincie includ Barcellona Pozzo di Gotto, Milazzo, Insulele Eoliene (Lipari), Taormina, Tindari și Capo d'Orlando. În provincia Messina se află 108 de comune.

## Grupuri etnice și minorități
Străine Conform statisticilor ISTAT la 31 decembrie 2023, populația străină cu reședința în municipiu era de 11.394 de persoane, adică 5,2% din populație. 
Cele mai reprezentate naționalități au fost: Sri Lanka 3 528; Filipine 1 959; România 1 262.

## Infrastructură și transport

### Drumuri
Șoseaua de centură a autostrăzii Messina face parte din A20 Messina-Palermo care traversează teritoriul urban de la sud la zona centru-nord. Există 7 intersecții: Messina sud Tremestieri, Messina San Filippo, Messina Gazzi, Messina Centro, Messina Boccetta, Messina Giostra-Annunziata, Messina nord Villafranca. Orașul este, de asemenea, deservit de A18 Messina-Catania.

### Căile ferate
Principalele gări sunt următoarele: Messina Centrale (a doua în Sicilia pentru traficul de pasageri) Messina Marittima (pentru conexiuni cu linia de cale ferată a continentului); există și stația Messina Scalo, dedicată traficului de marfă. Din 2010 de-a lungul liniei de cale ferată Messina-Catania-Siracuza a existat un serviciu de cale ferată suburbană cu piste care deservesc stațiile Fiumara Gazzi, Contesse, Tremestieri, Mili Marina, Galați, Ponte Santo Stefano, Ponte Schiavo, San Paolo și Giampilieri.

### Porturi

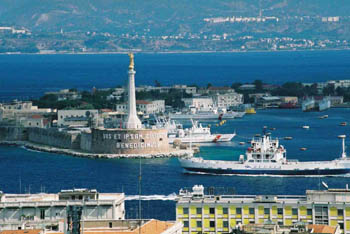
intrarea în port

Messina sediul Autorității Portuare, are cel mai mare port natural echipat din Sicilia. Messina este conectată la continent cu servicii de feribot și hidrofoil atât la Villa San Giovanni (24 de ore pe zi, 7 zile pe săptămână), cât și la Reggio Calabria. Conexiunile cu Villa San Giovanni permit transportul trenurilor de cale ferată. Messina găzduiește servicii Ro-Ro numite comercial "autostrada mării". Portul Messina este al zecelea din Italia (după Civitavecchia, Veneția, Napoli, Livorno, Savona, Genova, Bari și Palermo, La Spezia) pentru activitatea de croazieră, cu trafic în creștere. 
Din 2006 orașul a avut un al doilea port, format din două rezervoare pentru navele de feribot care transportă camioane la Calabria. Noul port este situat la periferia sudică, în suburbia Tremestieri, și este ușor accesibil datorită legăturii cu intersecția Messina Sud - Tremestieri a șoselei de centură Messina.

### Autobuz și tramvai

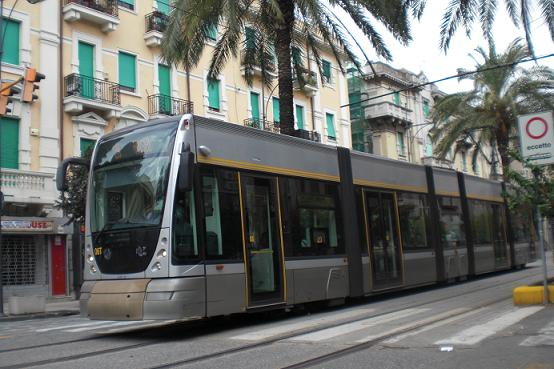
Cityway Tram

Sistemul public de autobuze din Messina este operat de ATM Messina:. Incepând cu 8 octombrie 2018, a reorganizat oferta de transport public, introducând o linie de autobuz (linia 1 - Shuttle 100) care, cu o frecvență de aproximativ 15 minute, traversează 38 din cei 50 km totali de coastă a orașului Messina. Astfel, se creează un serviciu pieptene, cu stații de interschimbare la care termină autobuzele către și dinspre sate, și cu tramvaiul care atinge o frecvență de aproximativ 20 de minute.[63] Aproximativ 36 de rute diferite ajung în fiecare parte a orașului, precum și modernul tramvai Messina[64] (la stația „Repubblica”, în piața gării), deschis în 2003. Această linie are 7,7 km și leagă gara centrală a orașului de centrul orașului și de port.
Planul industrial prevede achiziționarea a aproximativ 66 de autobuze în perioada de trei ani 2020–2022 pentru a îmbunătăți performanța de mediu și confortul flotei. În plus, resursele în valoare de 1,82 milioane de euro, provenite din PON Metro 2014-2020, vor permite:
- Instalarea sistemului AVM pe vehicule;
- Instalarea de turnicheți pe autobuzele electrice;
- Implementarea sistemului electronic de bilete;
- Instalarea de stâlpi electronici.[6][7]

Orașul din 3 aprilie 2003 a servit timp de aproximativ 7,7 kilometri de dezvoltare longitudinală a centrului urban de către o linie de tramvai. Serviciul de tramvai este integrat de parcarea de nivel Annunziata de la capătul nordic și de parcarea de nivel Gazzi Zir de la capătul sudic.
Din 1917 până în 1951 a existat o rețea de tramvaie urbane construite pornind de la electrificarea celor două linii de tramvai cu aburi Messina-Giampilieri și Messina-Barcelona.

## Personalități născute aici
- Gino Buzzanca, actor (1912–1985)
- Adolfo Celi (1922 - 1986), actor, regizor.
- Tano Cimarosa, actor (1922–2008)
- Massimo Mollica, actor (1929–2013)
- Nino Frassica, actor (născut 1950)
- Ninni Bruschetta, actor (născut 1962)
- Maria Grazia Cucinotta, actriță (născută în 1968)
- Marina La Rosa, actriță și concurentă la Grande Fratello (sezonul 1) (născută în 1977)
- Rosalinda Cannavò(Adua Del Vesco), actriță (născută în 1992)